# Lasse Nielsen (cầu thủ bóng đá, sinh 1987)
Lasse Nielsen (3 tháng 3 năm 1987) là một cầu thủ bóng đá người Đan Mạch thi đấu ở vị trí trung vệ cho Trelleborg.

## Sự nghiệp
Vào ngày 23 tháng 1 năm 2018 anh ký hợp đồng với đội bóng Allsvenskan Trelleborg.

## Thống kê sự nghiệp

### Câu lạc bộ
Tính đến 18 tháng 12 năm 2017.
| Câu lạc bộ      | Mùa giải | Giải vô địch        | Giải vô địch | Giải vô địch | Cúp     | Cúp       | Châu Âu | Châu Âu   | Khác1   | Khác1     | Tổng cộng | Tổng cộng |
| Câu lạc bộ      | Mùa giải | Giải vô địch        | Số trận      | Bàn thắng    | Số trận | Bàn thắng | Số trận | Bàn thắng | Số trận | Bàn thắng | Số trận   | Bàn thắng |
| --------------- | -------- | ------------------- | ------------ | ------------ | ------- | --------- | ------- | --------- | ------- | --------- | --------- | --------- |
| FC Vestsjælland | 2011–12  | Danish 1st Division | 24           | 2            | 1       | 0         | –       | –         | –       | –         | 25        | 2         |
| FC Vestsjælland | 2012–13  | Danish 1st Division | 27           | 2            | 0       | 0         | –       | –         | –       | –         | 27        | 2         |
| FC Vestsjælland | 2013–14  | Danish Superliga    | 32           | 5            | 2       | 0         | –       | –         | –       | –         | 34        | 5         |
| FC Vestsjælland | Tổng     | Tổng                | 83           | 9            | 3       | 0         | –       | –         | –       | –         | 86        | 9         |
| OB              | 2014–15  | Danish Superliga    | 32           | 2            | 0       | 0         | –       | –         | –       | –         | 32        | 2         |
| OB              | 2015–16  | Danish Superliga    | 21           | 0            | 0       | 0         | –       | –         | –       | –         | 21        | 0         |
| OB              | Tổng     | Tổng                | 53           | 2            | 0       | 0         | –       | –         | –       | –         | 53        | 2         |
| Lech Poznań     | 2016–17  | Ekstraklasa         | 19           | 1            | 5       | 1         | –       | –         | 1       | 1         | 25        | 3         |
| Lech Poznań     | 2017–18  | Ekstraklasa         | 13           | 0            | 1       | 0         | 4       | 0         | –       | –         | 18        | 0         |
| Lech Poznań     | Tổng     | Tổng                | 32           | 1            | 6       | 1         | 4       | 0         | 1       | 1         | 43        | 3         |
| Trelleborg      | 2018     | Allsvenskan         | 0            | 0            | 0       | 0         | –       | –         | –       | –         | 0         | 0         |

1 Including Polish SuperCup.

## Danh hiệu

### Câu lạc bộ
Lech Poznań
- Polish SuperCup: 2016